# جزيرة الكنز (فلم 1990)
جزيرة الكنز (بالإنجليزية: Treasure Island) هو فيلم تلفزيوني أصدر عام 1990، مأخوذ عن رواية جزيرة الكنز للكاتب روبرت لويس ستيفنسون.

## الممثلون
- شارلتون هيستون في دور لونغ جون سيلفر
- كريستيان بيل في دور جيم هوكينز
- أوليفر ريد في دور بيلي بونز
- كرستوفر لي في دور بيو الضرير
- ريتشارد جونسون الد في دور العمدة تريلوني
- جوليان غلوفر في دور الدكتور ليفزي
- إزلا بلير في دور السيدة هوكينز
- كلايف وود في دور القبطان سمولت
- نيكولاس أمير في دور بن غان
- جون آبوت في دور جويس
- جيمس كوزمو في دور ردروث
- جيمس كويل في دور مورغان
- مايكل هالسي في دور إزرايل هاندز
- مايكل توما في دور هانتر
- بيت بوستلثويت في دور جورج ميري
- روبرت بوت في دور جوب أندرسن
- جون بنفيلد في دور الكلب الأسود
- ريتشارد بيل في دور السيد آرو
- بريت فانسي في دور يونغ توم
- ستيفين ماكينتوش في دور ديك
- بيل سلون في دور سكارفيس

## وصلات خارجية
- مقالات تستعمل روابط فنية بلا صلة مع ويكي بيانات